# Alta fedeltà (film)
Alta fedeltà (High Fidelity) è un film del 2000 di Stephen Frears, tratto dall'omonimo romanzo di Nick Hornby.

## Trama
Rob Gordon è il proprietario del Championship Vinyl, un negozio di dischi nella periferia di Chicago. I suoi due dipendenti, Barry e Dick, più che lavorare passano il loro tempo nel negozio, anche se lui ha fiaccamente tentato di licenziarli. Con loro ha l'abitudine di stilare classifiche "Top Five" su qualunque argomento. I tre, eccentrici per motivi differenti, sono accomunati da una conoscenza enciclopedica della musica rock e pop.
Rob si interroga ed analizza ironicamente le sue precedenti storie d'amore, cercando di capire che cosa abbia sbagliato e che cosa lo abbia portato a soffrire, in una sorta di terapia. La sua è una visione solo parziale, che non gli permette di accorgersi, per esempio, come anche lui abbia avuto parte alle volte alla rottura del rapporto. In questa sua ricerca incontra tutte le proprie ex fidanzate, che gli rivelano luci e ombre del suo carattere, e anche i limiti, come la sua cronica ma caparbia decisione di non cambiare mai. La tappa finale del viaggio è Laura, la dolce fidanzata che è stata la sua ultima ragazza, causa del suo percorso di ricerca, che si rivela lucida ed affettuosa.

## Produzione

### Sviluppo
Il libro di Nick Hornby fu scelto dalla Touchstone Pictures, affiliata della Disney nel 1995, dove fu sviluppato per tre anni. Il produttore esecutivo della Disney Joe Roth ebbe una conversazione con la discografica Kathy Nelson che raccomandó John Cusack e il suo sceneggiatore e produttore D. V. DeVincentis, e Steve Pink, per fare l'adattamento del libro. Avevano lavorato insieme prima ne L'ultimo contratto e pensó che avessero la giusta predisposizione per il film.

#### Sceneggiatura
Gli sceneggiatori decisero di cambiare l'ambientazione da Londra a Chicago, perché avevano poca familiarità con la capitale inglese, e la seconda era comunque "un'ottima alternativa musicale", così si accordarono con Pink. Cusack disse, "Quando lessi il libro sapevo che tutto si sarebbe svolto a Chicago. Sapevo che il Rob Americano avrebbe mollato la scuola e aperto un negozio di vinili. Conoscevo due o tre negozi quando ero giovane, che avevano sempre un Rob, un Dick e un Barry". Charlotte Tudor, della casa di distribuzione Buena Vista, disse: "Chicago ha la stessa atmosfera della Londra del nord, c'è la stessa musica vibrante, gli stessi bar per fumatori, e ovviamente lo stesso clima, e tutti, Nick incluso, sentono che la distanza non sia affatto un problema, c'è un appeal universale. Le scene sono state girate nel vicinato di Wicker Park.
Cusack trovò che la cosa più difficile da adattare dal romanzo fu spingere Rob a sfondare spesso la quarta parete e parlare direttamente con il pubblico. Gli sceneggiatori proposero di ottenere questo dialogo diretto facendo confessare a Rob i suoi pensieri e riflessioni, ispirandosi alla tecnica di Michael Caine nel film Alfie. Cusack inizialmente rifiutó un approccio del genere, perché pensava fosse troppo complicato per lui. Tuttavia, dal momento che il regista Stephen Frears era d'accordo con gli sceneggiatori, Cusack si adattò.

#### Casting
Frears era al Festival internazionale del cinema di Berlino e vide Mifune - Dogma 3, con Iben Hjejle, e realizzó che aveva trovato l'attrice perfetta per il ruolo di Laura. Frears lesse il libro di Hornby e gli piacque, ma non lo trovò proprio della sua generazione, quindi non sapeva se accettare o meno. Alla fine accettó perché voleva lavorare di nuovo con Cusack (avevano già lavorato in Rischiose abitudini) e per il film scelse anche di cambiare location, da Londra a Chicago. Il regista insistette anche per tenere Jack Black nel cast, nel ruolo di Barry.

## Differenze fra film e romanzo
Il film è molto fedele all'opera originale, differenziandovi però su alcuni punti:
- Nel romanzo originale le ex fidanzate che Rob incontra non sono quattro ma cinque.
- La storia raccontata nel libro è ambientata a Londra, mentre il film si sviluppa a Chicago.
- La canzone grazie alla quale Rob e Laura si incontrano la prima volta è differente: Let's Get It On di Marvin Gaye nel film e Got to Get You Off My Mind di Solomon Burke nel libro.
- Nel film i genitori di Rob non sono presenti, così come non è presente l'episodio del suo ritorno a casa.
- Allo stesso modo i genitori di Laura sono solo citati e praticamente mai in scena.
- Nel libro è presente il personaggio di T-Bone mentre il personaggio di Marie LeSalle è molto più sviluppato.
- I due adolescenti che vengono scoperti mentre rubano nel Championship Vynil e di cui Rob decide di produrre un disco, non sono presenti nel libro.
- I personaggi di Ian e Marie differiscono notevolmente dal punto di vista estetico fra le due opere.
- Nel libro il protagonista si chiama Rob Fleming, nel film Rob Gordon

## Accoglienza

### Incassi
"Alta fedeltà" è stato premiato al teatro El Capitan Theater a Hollywood. Il post-party, si è tenuto nella Sunset Room, dove i Tenacious D hanno fatto la loro performance. Il film è uscito nelle sale il 31 marzo del 2000, e nel primo week-end ha riscossi 6.4 milioni al botteghino. In tutto il film ha incassato 47.1 milioni, di cui 27.3 incassati negli Stati Uniti.

### Influenza culturale
I lettori di Empire magazine hanno votato "Alta fedeltà" al 446º posto nella classifica dei "500 migliori film di tutti i tempi" È anche stato votato come 14º su Rotten Tomatoes nelle "25 migliori commedie romantiche". Il Chicago magazine l'ha classificato primo, nella lista dei migliori 40 film girati a Chicago. La cantautrice russo-americana Regina Spektor stava guardando questo film quando scrisse la canzone "Fidelity", la sua canzone più popolare, che firmó l'entrata nella Billboard 100. Nel 2006 ci fu la prémiere di un musical basato sul film a Broadway che fece 13 performance.

## Colonna sonora
Una delle sfide che gli sceneggiatori dovettero affrontare era scegliere quali canzoni sarebbero dovute comparire, e in quali momenti del film, perché Rob, Dick, e Barry erano, a detta di Cusack, "degli snob musicali". Così ne dovette ascoltare 2.000 per poi scegliere quelle più adatte.

### Tracce
1. "You're Gonna Miss Me" – 13th Floor Elevators
2. "Ev'rybody's Gonna Be Happy" – The Kinks
3. "I'm Wrong About Everything" – John Wesley Harding
4. "Oh! Sweet Nuthin'" – The Velvet Underground
5. "Always See Your Face" – Love
6. "Most of the Time" – Bob Dylan
7. "Fallen for You" – Sheila Nicholls
8. "Dry the Rain" – The Beta Band
9. "Shipbuilding" – Elvis Costello & The Attractions
10. "Cold Blooded Old Times" – Smog
11. "Let's Get It On" – Barry Jive & The Uptown Five (Jack Black)
12. "Lo Boob Oscillator" – Stereolab
13. "The Inside Game" – Royal Trux
14. "Who Loves the Sun" – The Velvet Underground
15. "I Believe (When I Fall in Love It Will Be Forever)" – Stevie Wonder